# جمهورية إفريقيا الوسطى في الألعاب الأولمبية الصيفية 2012
جمهورية أفريقيا الوسطى في الألعاب الأولمبية الصيفية 2012 من المقرر أن تدخل جمهورية أفريقيا الوسطى للمنافسة في دورة ألعاب أولمبية صيفية 2012، لندن المملكة المتحدة، في الفترة من 27 يوليو - 12 أغسطس 2012. وستشارك ب 3 رياضيين في رياضتيْن.